# Daniel Linehan
Pour les articles homonymes, voir Linehan.
Daniel Linehan, né en 1982 à Seattle, est un danseur et chorégraphe américain de danse contemporaine.

## Biographie
Alors qu'il est en résidence au Movement Research, Daniel Linehan est remarqué en 2008 pour sa pièce Not About Everything, un solo présenté lors des Rencontres chorégraphiques internationales de Seine-Saint-Denis,. La pièce tourne alors dans plus de cinquante salles dans le monde. Alors étudiant à New York et interprète de Miguel Gutierrez, il intègre ensuite en 2008 le « cycle de recherche » de l'école P.A.R.T.S., à Bruxelles, fondée par Anne Teresa De Keersmaeker dont il est diplômé en 2010.
Depuis janvier 2013, Daniel Linehan est en résidence à l'opéra de Lille – où il crée The Karaoke Dialogues. Il est également artiste associé au deSingel d'Anvers (2012-2014) et au Sadler's Wells Theatre de Londres (2012-2014).
Son travail — souvent « ludique » — est à la jonction de plusieurs styles de la danse contemporaine hérités des travaux de Merce Cunningham (dont le contact improvisation) et de Trisha Brown ainsi que des évolutions plus récentes vers la non-danse et la performance,.
En 2013, il a créé le livre A No Can Make Space, en collaboration avec le graphiste anversois Gerard Leysen.

## Chorégraphies
- 2004 : Digested Noise
- 2006 : The Sun Came
- 2007 : Not About Everything
- 2009 : Montage for Three en collaboration avec Salka Ardal Rosengren
- 2010 : Being Together Without Any Voice
- 2011 : Zombie Aporia
- 2012 : Gaze Is a Gap Is a Ghost
- 2014 : The Karaoke Dialogues
- 2015 : Un sacre du printemps
- 2017 : Flood[5]